# Takumi Nagura
Takumi Nagura (født 3. juni 1998) er en japansk fodboldspiller, som spiller for den japanske fodboldklub V-Varen Nagasaki.